# Strzeblewo
Strzeblewo [stʂɛˈblɛvɔ] (tiếng Đức: Streblow) là một ngôi làng thuộc khu hành chính của Gmina Rymań, thuộc hạt Kołobrzeg, West Pomeranian Voivodeship, ở phía tây bắc Ba Lan. Nó nằm khoảng 4 kilômét (2 mi) phía đông bắc Rymań, 22 km (14 mi) về phía nam của Kołobrzeg và 90 km (56 mi) về phía đông bắc của thủ đô khu vực Szczecin.
Trước năm 1945, khu vực này là một phần của Đức. Đối với lịch sử của khu vực, xem Lịch sử của Pomerania.